# Steyr 2000
Der Steyr 2000 ist ein Pkw der Mittelklasse, den die Steyr-Daimler-Puch AG 1953 herausbrachte. Karosserie und Innenausstattung entsprachen den Fiat-Modellen 1400 und 1900, die Motoren waren Steyr-eigene Entwicklungen, die auch in Steyr-Lastwagen eingesetzt wurden.
Nach dem Zweiten Weltkrieg wollte Steyr wieder PKW herstellen und ließ daher von Karl Jenschke zwei Fahrzeuge der Mittel- bzw. Oberklasse entwerfen, die mit Lastwagen-Benzinmotoren ausgestattet werden sollten. Ihre Formen entsprachen dem Steyr 50 / 55 aus der Vorkriegsproduktion. Der Steyr 70 sollte eine Luxuslimousine mit V8-Motor werden, der Steyr 60 eine Mittelklasselimousine mit 2-Liter-Vierzylinder-Reihenmotor. Die zugehörige Kombiversion hieß Steyr 160. All diese Fahrzeuge wurden jedoch nicht zur Serienreife entwickelt. Übrig blieb nur der für den Steyr 60 geplante Motor WB 405, der ab 1951 in einem der in Lizenz gebauten Fiat 1400 erprobt wurde. Der kurzhubige 4-Zylinder-Reihenmotor mit hängenden Ventilen hatte ein Aluminiumgehäuse mit nassen Laufbuchsen und eine fünffach gelagerte Kurbelwelle, war vorne eingebaut und trieb über das serienmäßige 4-Gang-Getriebe von Fiat die Hinterräder an. In dieser Zusammenstellung ging der Wagen auch 2 Jahre später als Steyr 2000 Standard Mod. Fiat 1400 in Serie. Bevor die Serienfertigung 1953 begann, brachte Fiat 1952 das auf der Karosserie des 1400 basierende Modell 1900 heraus. Es hatte einen größeren Motor, eine luxuriösere Ausstattung und wurde auch als zweitüriges Coupé Gran Luce angeboten. Steyr nutzte die Gelegenheit und übernahm beide Karosserien. Dadurch wurde die Modellpalette noch vor dem Produktionsstart um die Modelle Steyr 2000 Luxus Mod. Fiat 1900 und Steyr 2000 Grand' Vue Mod. Fiat 1900 erweitert. Zu einer Lizenzfertigung des Fiat 1900, so wie beim Fiat 1400 als Steyr-Fiat 1400, kam es nicht.
Die erste Serie der drei Modelle wurde von 1953 bis 1954 hergestellt. Für das Modell Standard nutzte Steyr den Motor WB 405 b in Kombination mit einem 4-Gang-Getriebe und dem restlichen Antrieb des Fiat 1400. In die beiden luxuriösen Modell wurde der Motor WB 405 a zusammen mit einem 5-Gang-Getriebe eingebaut. Die hydraulische Kupplung in Verbindung mit einer Einscheiben-Trocken-Kupplung des Fiat 1900 wurde übernommen, obwohl sie nicht notwendig gewesen wäre. Die Übersetzung des Hinterachsantriebs wurde gegenüber dem Fiat 1900 von 9/40 (4,44:1) auf 8/37 (4,625:1) verändert. Beide Motorvarianten leisteten 65 PS und waren im Verhältnis zum 44 PS starken 1400er-Motor deutlich stärker. Im Vergleich zum Fiat-1900-Motor waren es nur 5 PS Unterschied und das Drehmoment war mit 13,3 kpm beim Fiat und 13,8 kpm beim Steyr ähnlich. Dabei muss beachtet werden, dass die Leistung beim Fiat nach der CUNA-Norm ermittelt wurde und beim Steyr nicht bekannt ist, welche Norm dort genutzt wurde.
Die zweite Serie wurde von 1954 bis 1956 hergestellt. Sie erschien kurz nach der Übernahme der Karosserien des Fiat 1400 A und Fiat 1900 A in die Produktion bei Steyr und wurde ab jetzt Steyr 2000 A genannt. Es blieb bei den Modellen Standard, Luxus und Grand' Vue. Die wichtigsten Änderungen waren natürlich die neuen Karosserien und dabei vor allem die neue Karosserie des Fiat 1900 A Gran Luce, die als Grand' Vue angeboten wurde. Aber auch die Motoren wurden überarbeitet. Im Vergleich zum Fiat 1900 A waren die Leistungen jetzt annähernd gleich. Beide leisteten 70 PS, Fiat bei 4500/min und Steyr bei 4000/min. Auch das Drehmoment war zusammengerückt und lag jetzt beim Fiat bei 13,6 kpm bei 2700/min und beim Steyr bei 13,8 bei 3200/min. Steyr bot allerdings für den WB 405 a, dem Motor für die Luxusmodelle, eine Leistungssteigerung an. Diese bestand aus der Erhöhung der Verdichtung auf 7,5:1, der Leistung auf 80 PS bei 4500/min und des Drehmoments auf 14,7 kpm bei 3000/min.
Die dritte Serie wurde von 1956 bis 1959 hergestellt. Sie erschien wieder kurz nach der Übernahme der Karosserien des Fiat 1400 B und Fiat 1900 B in die Produktion bei Steyr und wurde jetzt mit Steyr 2000 B bezeichnet. Hinzu kam das Modell Steyr 2300 Sport. Der Steyr 2000 B wurde wie gehabt als Standard, Luxus und Grand' Vue angeboten, wohingegen der Steyr 2300 Sport nur in den Varianten Luxus und Grand' Vue zu haben war. Der Motor hatte nun serienmäßig eine Verdichtung von 7,5:1 und leistete 86 SAE-PS. Damit leistete der Motor 6 PS mehr als der des Fiat 1900 B. Deutlicher war jetzt der Unterschied der Drehmomente. Während dieser beim Fiat jetzt bei 13,9 kpm lag, erreichte der Steyr-2000-B-Motor 15,2 kpm. Noch mehr Leistung erbrachte der vom Steyr-2000-B-Motor (die Bezeichnungen waren jetzt WB 405 d in den Luxusmodellen und WB 405 d1 im Standard) abgeleitete Motor WB 405 e1 für den Steyr 2300. Er hatte eine um 5 mm erweiterte Bohrung, was seinen Hubraum auf 2240 cm³ Hubraum anwachsen ließ. Ausgestattet mit einer Verdichtung von 8:1 leistete er 95 SAE-PS und erbrachte ein Drehmoment von 17,5 kpm. Serienmäßig wurde er mit einem Vierganggetriebe und einer einfachen Einscheiben-Trocken-Kupplung ausgerüstet. Mit der in der Grundausstattung enthaltenen Übersetzung des Hinterachsantriebs von 10/41 (4,1:1) erreichte er eine Höchstgeschwindigkeit von ca. 154 km/h. Auf Wunsch konnten Achsübersetzungen mit 9/35 (3,9:1) oder 10/37 (3,7:1) eingebaut werden. Die Höchstgeschwindigkeiten lagen dann bei ca. 162 und ca. 170 km/h.
1959 ersetzte die Lizenzfertigung der neuen Fiat-Sechszylindermodelle als Steyr-Fiat 1800 bzw. Steyr-Fiat 2100 all diese Modelle. Damit endete die Produktion der Steyr-PKWs.

## Technische Daten
| Typ                                 | 2000                     | 2000 A              | 2000 B                | 2300 Sport                     |
| ----------------------------------- | ------------------------ | ------------------- | --------------------- | ------------------------------ |
| Bauzeitraum                         | 1953–1954                | 1954–1956           | 1956–1959             | 1956–1959                      |
| Aufbauten                           | L4, Cp2                  | L4, Cp2             | L4, Cp2               | L4, Cp2                        |
| Motor                               | 4 Zyl. Reihe 4-Takt      | 4 Zyl. Reihe 4-Takt | 4 Zyl. Reihe 4-Takt   | 4 Zyl. Reihe 4-Takt            |
| Ventile                             | hängend (ohv)            | hängend (ohv)       | hängend (ohv)         | hängend (ohv)                  |
| Bohrung × Hub                       | 85 mm × 88 mm            | 85 mm × 88 mm       | 85 mm × 88 mm         | 90 mm × 88 mm                  |
| Hubraum (cm³)                       | 1997                     | 1997                | 1997                  | 2240                           |
| Verdichtung                         | 7 : 1                    | 7 : 1               | 7,5 : 1               | 8 : 1                          |
| max. Leistung (PS)                  | 65                       | 70                  | 86 (SAE)              | 95 (SAE)                       |
| max. Leistung (kW)                  | 47,8                     | 51,5                | 63,3                  | 69,9                           |
| bei Drehzahl (min−1)                | 4000                     | 4000                | 4600                  | 4500                           |
| max. Drehmoment (kpm)               | 13,8                     | 13,8                | 15,2                  | 17,5                           |
| max. Drehmoment (Nm)                | 135,3                    | 135,3               | 149,1                 | 171,6                          |
| bei Drehzahl (min−1)                | 3200                     | 3200                | 3200                  | 2600                           |
| Verbrauch                           | 10 – 12 l / 100 km       | 9,5 – 12 l / 100 km | ca. 9 – 12 l / 100 km | 10,3 l / 100 km (bei 105 km/h) |
| Höchstgeschwindigkeit (Werksangabe) | über 125 – über 130 km/h | ca. 135 km/h        | ca. 145 km/h          | ca. 154 – 170 km/h             |
| Leergewicht                         | 1200 – 1220 kg           | 1070 – 1240 kg      | 1160 – 1240 kg        | 1200 – 1220 kg                 |
| Zul. Gesamtgewicht                  | nicht bekannt            | nicht bekannt       | 1610 – 1650 kg        | 1670 kg                        |
| Elektrik                            | 12 Volt                  | 12 Volt             | 12 Volt               | 12 Volt                        |
| Länge                               | 4305 mm                  | 4305–4325 mm        | 4305–4325 mm          | 4325 mm                        |
| Breite                              | 1655 mm                  | 1655 mm             | 1655 mm               | 1655 mm                        |
| Höhe                                | 1590 mm                  | 1580 mm             | 1580 mm               | 1590 mm                        |
| Radstand                            | 2650 mm                  | 2650 mm             | 2650 mm               | 2650 mm                        |
| Spur vorne                          | 1326 mm                  | 1326–1330 mm        | 1326–1330 mm          | 1330 mm                        |
| Spur vorne                          | 1320 mm                  | 1320–1325 mm        | 1320–1325 mm          | 1325 mm                        |

- L4 = 4-türige Limousine
- Cp2 = 2-türiges Coupé